# Hrvoje Marinović
Hrvoje Marinović, hrvatski kuglač. 

## Karijera
Na SP u Rumunjskoj 2018. osvojio je srebro u mješovitom tandemu i broncu u kombinaciji.